# Graveyard (группа)
Graveyard — шведская хард-рок-группа из Гётеборга, созданная в 2007 году.

## История
Йоаким Нильссон, Рикард Эдлунд (ранее выступали в составе группы Norrsken), Аксел Шёберг и Трулс Мёрк создали Graveyard в 2007 году. Когда Norrsken распалась в 2000 году, гитарист Магнус Пеландер участвовал в формировании дум-фолк-метал-группы Witchcraft, а Нильссон и Эдлунд присоединились к Albatross, блюз-рок-группе, в чей состав также входил барабанщик Аксель Шёберг. Изначально Albatross была задумана, как хобби-проект, но после пяти лет существования группы, её члены начали относиться к музыке более серьёзно и разочаровались в направлении, которое они выбрали. После распада Albatross Нильссон и Эдлунд решили, что должны вернуться к прежним ролям. Нильссон пояснил: «Я певец, но в Albatross я играл только на гитаре. Рикард тоже играл на гитаре, но он бас-гитарист. Мы также хотели более прямолинейной музыки».
Вместе с Шёбергом и гитаристом/вокалистом Трулсом Мёрком она основали Graveyard. Этим составом они сделали две демозаписи, сыграли три концерта и начали планировать целый альбом с шведским лейблом Transubstans Records. В то же время они запостили демозаписи на MySpace. Эти песни заметил Тони Преседо, основатель TeePee Records, и в итоге их дебютный альбом был выпущен на этом лейбле в начале 2008 года. При завершении записи Трулс Мёрк был заменен гитаристом Йонатоном Ларока-Раммом. Первый альбом получил в большинстве хорошие оценки.
Первое выступление в США произошло на фестивале SXSW. После SXSW выступали в туре вместе со своими лейбл-партнерами Witch. В конце 2008 года также выступали с Witchcraft и Clutch, в 2009 году — с группой CKY.
25 марта 2011 года на лейбле Nuclear Blast вышел второй альбом Hisingen Blues. Альбом был тепло встречен критиками, находился в датском чарте Tracklisten 18 недель и поднимался до 1-го места. 26 октября вышел третий альбом Lights Out.
23 сентября 2016 года группа объявила о распаде: «all so classic reasons».
В январе 2017 года на странице в Facebook группа объявила о возвращении, но с новым барабанщиком.

## Состав группы
Текущий состав
- Йоаким Нильссон — гитара, вокал
- Йонатан Ларокка-Рамм — гитара, вокал
- Рикард Эдлунд — бас-гитара
- Аксел Шёберг — ударные

Бывшие участники
- Трулс Мёрк — гитара, вокал

## Дискография
Студийные альбомы
Graveyard
- Released: September 10, 2007
- Record label: Transubstans Records
- Re-released: February 19, 2008
- Record label: TeePee Records
- Format: CD / LP

Hisingen Blues
- Released: March 25, 2011 (Europe)
- Released: April 19, 2011 (North America)
- Record label: Nuclear Blast Records
- Format: CD / LP

Lights Out
- Released: October 26, 2012 (Europe)
- Released: November 6, 2012 (North America)
- Record label: Nuclear Blast Records
- Format: CD / LP

Innocence & Decadence
- Released: September 25, 2015
- Record label: Nuclear Blast Records
- Format: CD / LP

Peace
- Released: May 25, 2018
- Record label: Nuclear Blast Records
- Format: CD / LP

6
- Released: September 29, 2023
- Record label: Nuclear Blast Records
- Format: CD / LP

Сплиты
- Ancestors / Graveyard — Split 7" (Volcom Entertainment) (2009)
- La Gernandat De La Nit Profunda (вместе с Körgull the Exterminator) (Doomentia Records) (2013)

## Приложение
1. ↑  Graveyard: The Sweet Sounds of Swedish Psych, Alarm, Архивировано 1 ноября 2012, Дата обращения: 12 апреля 2013 Источник. Дата обращения: 12 апреля 2013. Архивировано 1 ноября 2012 года.
2. ↑  Allmsuic review, allmusic
3. ↑  Fricke’s Picks: Graveyard, Rolling Stone Magazine, 10 апреля 2008, Архивировано из оригинала 8 октября 2011, Дата обращения: 28 сентября 2017 Источник. Дата обращения: 28 сентября 2017. Архивировано из оригинала 8 октября 2011 года.
4. ↑  Graveyard, The Agency Group, Архивировано 29 ноября 2010, Дата обращения: 14 апреля 2013 Источник. Дата обращения: 14 апреля 2013. Архивировано из оригинала 29 ноября 2010 года.
5. ↑  GRAVEYARD - Hisingen Blues - Nuclear Blast. Nuclearblast.de (25 марта 2011). Архивировано 21 апреля 2013 года.
6. ↑  Tracklisten, Tracklisten, Архивировано 29 сентября 2013, Дата обращения: 14 апреля 2013 Источник. Дата обращения: 14 апреля 2013. Архивировано 29 сентября 2013 года.
7. ↑  Graveyard Disorgraphy, Graveyard Music, Архивировано 3 апреля 2013, Дата обращения: 15 апреля 2013 Источник. Дата обращения: 15 апреля 2013. Архивировано 3 апреля 2013 года.
8. ↑  Sweden's GRAVEYARD Is Back!. BLABBERMOUTH.NET (англ.). 26 января 2017. Архивировано 8 августа 2017. Дата обращения: 4 июля 2017.